# Erdemir Spor Kulübü
L'Erdemir Spor Kulübü è stata una società cestistica avente sede a Zonguldak, in Turchia. Fondata nel 2000, nel 2013 è fallita a causa di problemi economici. Giocava nel campionato turco ed era sponsorizzata dall'omonimo gruppo siderurgico.
Disputava le partite interne nell'Erdemir Sport Hall che ha una capacità di 2.000 spettatori.